# 예링시

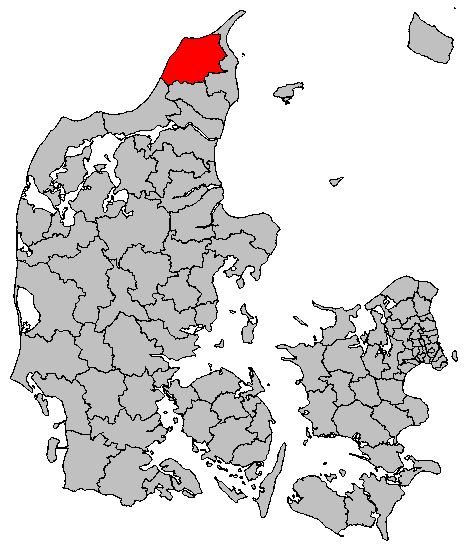
예링시의 위치

예링시(덴마크어: Hjørring Kommune)는 덴마크 북윌란 지역에 위치한 지방 자치체로 행정 중심지는 예링이며 면적은 929.58km2, 인구는 67,121명(2008년 기준)이다. 윌란반도 북쪽에 위치한 벤쉬셀튀섬 서부 연안에 위치한다.